# Katherine Livingston
Katherine Elizabeth Livingston (Guisborough, 10 gennaio 1984) è una pentatleta britannica.

## Palmarès
In carriera ha conseguito i seguenti risultati:
- Mondiali:

Città del Guatemala 2006: argento nel pentathlon moderno a squadre.
Berlino 2007: oro nel pentathlon moderno staffetta a squadre.
Budapest 2008: argento nel pentathlon moderno a squadre e staffetta a squadre e bronzo individuale.
- Europei

Budapest 2006: oro nel pentathlon moderno a squadre ed argento staffetta a squadre.
Riga 2007: argento nel pentathlon moderno a squadre.
Lipsia 2009: oro nel pentathlon moderno a squadre.